# Comuna Suseni, Harghita
Suseni (în maghiară: Gyergyóújfalu) este o comună în județul Harghita, Transilvania, România, formată din satele Chileni, Liban, Senetea, Suseni (reședința) și Valea Strâmbă.

## Demografie
Componența etnică a comunei Suseni
     Maghiari (90,8%)
     Romi (4,65%)
     Români (1,38%)
     Alte etnii (3,18%)
Componența confesională a comunei Suseni
     Romano-catolici (88,09%)
     Adventiști (2,22%)
     Reformați (1,92%)
     Ortodocși (1,07%)
     Alte religii (2,02%)
     Necunoscută (4,67%)
Conform recensământului efectuat în 2021, populația comunei Suseni se ridică la 4.944 de locuitori, în scădere față de recensământul anterior din 2011, când fuseseră înregistrați 5.114 locuitori. Majoritatea locuitorilor sunt maghiari (90,8%), cu minorități de romi (4,65%) și români (1,38%). Din punct de vedere confesional, majoritatea locuitorilor sunt romano-catolici (88,09%), cu minorități de adventiști (2,22%), reformați (1,92%) și ortodocși (1,07%), iar pentru 4,67% nu se cunoaște apartenența confesională.

## Politică și administrație
Comuna Suseni este administrată de un primar și un consiliu local compus din 15 consilieri. Primarul, József Egyed[*], de la Alianța Maghiară din Transilvania, este în funcție din 2008. Începând cu alegerile locale din 2024, consiliul local are următoarea componență pe partide politice:
|  | Partid                                 | Consilieri | Componența Consiliului | Componența Consiliului | Componența Consiliului | Componența Consiliului | Componența Consiliului | Componența Consiliului | Componența Consiliului | Componența Consiliului | Componența Consiliului |
|  | -------------------------------------- | ---------- | ---------------------- | ---------------------- | ---------------------- | ---------------------- | ---------------------- | ---------------------- | ---------------------- | ---------------------- | ---------------------- |
|  | Alianța Maghiară din Transilvania      | 9          |                        |                        |                        |                        |                        |                        |                        |                        |                        |
|  | Uniunea Democrată Maghiară din România | 6          |                        |                        |                        |                        |                        |                        |                        |                        |                        |

## Personalități născute aici
- Janka Boga (1886  -1963), scriitor, profesor;
- Gheorghe Vilmoș (1941 - 2001), biatlonist;
- Francisc Forika (n. 1954), biatlonist;
- Bogdan Olarson (n. 1994), coregraf.